# Melanesisk sydhake
Melanesisk sydhake (Petroica pusilla) är en fågel i familjen sydhakar inom ordningen tättingar.

## Utbredning och systematik
Clements et al delar in melanesisk sydhake i tre grupper med sammanlagt 14 arter, enligt följande:
- polymorpha-gruppen
  - Petroica pusilla septentrionalis – Bougainville (norra Salomonöarna)
  - Petroica pusilla kulambangrae – Kolombangara (västcentrala Salomonöarna)
  - Petroica pusilla dennisi – Guadalcanal (södra Salomonöarna)
  - Petroica pusilla polymorpha – San Cristóbal (sydöstra Salomonöarna)
- similis-gruppen
  - Petroica pusilla soror – Vanua Lava (Banks Islands)
  - Petroica pusilla ambrynensis – norra och centrala Vanuatu samt Banks Islands
  - Petroica pusilla feminina – öarna Efate och Mai (Vanuatu)
  - Petroica pusilla cognata – ön Erromanga (Vanuatu)
  - Petroica pusilla tannensis – ön Tanna (Vanuatu)
  - Petroica pusilla similis – ön Aneityum (Vanuatu)
  - Petroica pusilla kleinschmidti – Fiji (Viti Levu och Vanua Levu)
  - Petroica pusilla taveunensis – Taveuni (Fiji)
  - Petroica pusilla becki – Kadavu (Fiji)
- Petroica pusilla pusilla – västra Samoa (Upolu och Savai'i)

Sedan 2020 urskiljer International Ornithological Congress (IOC) polymorpha-gruppen som den egna arten salomonsydhake (P. polymorpha). Tidigare behandlades norfolksydhake (Petroica multicolor) som en underart till melanesisk sydhake, varvid hela arten fick det vetenskapliga artnamnet multicolor.

## Status och hot
Arten har ett stort utbredningsområde, men tros minska i antal, dock inte tillräckligt kraftigt för att den ska betraktas som hotad. Internationella naturvårdsunionen IUCN listar arten som livskraftig (LC).